# Erbacher Steinmorgen

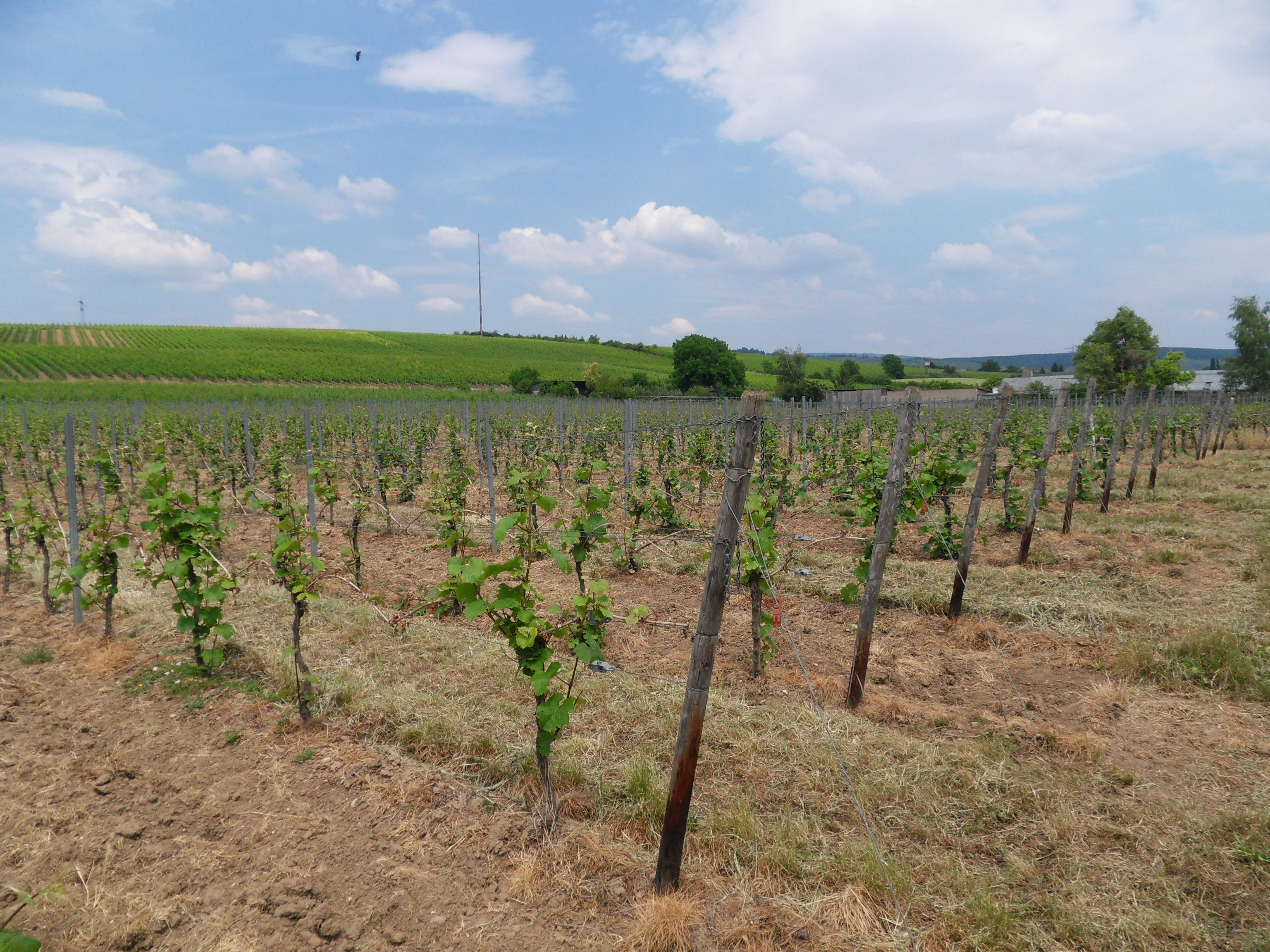
Die Einzellage Steinmorgen reicht bis zur halben Höhe des Berges – im Vordergrund im ebenen Teil der Weinlage ist durch die Frostschäden des Jahres 2011 die Laubentwicklung zurückgeworfen worden.

Der Erbacher Steinmorgen ist eine Weinlage der Ortsgemeinde Erbach im Anbaugebiet Rheingau.

## Weinlage
Die 32 Hektar große Einzellage, teils leichter Südhang und teils eben, schließt nordöstlich an die Ortslage von Erbach an. Sie grenzt im Westen an die Lage Erbacher Hohenrain und im Norden und Osten an die Lage Kiedricher Sandgrub. Der Boden besteht aus kiesigem Lehm. Die Lage ist größtenteils mit Riesling bepflanzt. Der Erbacher Steinmorgen ist eine Erste Lage des VDP und für Große Gewächse des VDP zugelassen.

## Anteilseigner
Folgende Weingüter haben Besitz im Erbacher Steinmorgen
- Jakob Jung
- Baron Knyphausen
- Schloss Reinhartshausen
- Erbacher Winzergenossenschaft
- Kremer Ettingshausen
- Jung Dahlen
- Lamm Jung[2]
- Heinrich Blumensatt Erben[3]
- Kisselbach